# Bouteilles-Saint-Sébastien
Bouteilles-Saint-Sébastien – miejscowość i gmina we Francji, w regionie Nowa Akwitania, w departamencie Dordogne.
Według danych na rok 1990 gminę zamieszkiwały 214 osoby, a gęstość zaludnienia wynosiła 15 osób/km² (wśród 2290 gmin Akwitanii Bouteilles-Saint-Sébastien plasuje się na 963. miejscu pod względem liczby ludności, natomiast pod względem powierzchni na miejscu 800.).